# Iben Høgh-Pedersen
Iben Høgh-Pedersen (født 14. august 1990 i Nørhald) er en dansk atlet som er medlem af Randers Freja. 
Iben Høgh-Pedersen vandt som 16-årig i 2006 DM i stangspring med 3,95 m, i de følgende fire år blev der lagt 9 cm til den personlige rekord, men 18. juli 2010 i Halmstad i Sverige tog hendes udvikling et stort spring opad, da hun tre gange forbedrede sin personlige rekord (PR). Først 4,02 derefter 4,12 og så 4,19 m. Det sidste var ikke blot nyt dansk årsbedste for 2010, men også over B-kravet til EM i Barcelona (4,15 meter). Idet Caroline Bonde Holm vinteren 2010 satte dansk rekord indendørs med 4,33 meter og dermed klarede A-kravet, blev det imidlertid ikke til noget EM i denne omgang.
Med 4,21 satte Høgh-Pedersen personlig rekord ved spring og sprintstævnet i Marselisborghallen 8 februar 2012, efter hun først satte inde-PR med 4,15 meter i første forsøg, for derefter at springe 4,21, én cm højere end hendes PR udendørs.
Høgh-Pedersens kæreste er trespringeren Peder Pawel Nielsen.

## Internationale ungdomsmesterskaber
- 2009 JEM Stangspring uden resultat kval:3,90
- 2007 U20-NM Stangspring 6. plads 3,46
- 2007 UVM Stangspring 12. plads 3,80
- 2007 Ungdoms-OL Stangspring 9. plads 3,50
- 2006 U20-NM Stangspring 4. plads 3,68
- 2006 JVM Stangspring 21. plads 3,80
- 2005 U20-NM Stangspring  Bronze 3,66

## Danske mesterskaber
- Sølv 2012 Stangspring-inde 4,15
- Bronze 2011 Stangspring-inde 4,05
- Sølv 2010 Stangspring-inde 4,05
- Sølv 2009 Stangspring 3,95
- Sølv 2009 Stangspring-inde 3,70
- Bronze 2008 Stangspring 3,75
- Bronze 2008 Stangspring-inde 3,70
- Sølv 2007 Stangspring 3,75
- Sølv 2007 Stangspring-inde 3,90
- Guld 2006 Stangspring 3,95
- Sølv 2006 Stangspring-inde 3,80